# سعید ملک‌پور
سعید ملک‌پور (زاده خرداد ۱۳۵۴) زندانی محکوم به دلیل جرائم سایبری است. وی در مهر ۱۳۸۷ دستگیر و از سوی دادگاه انقلاب محکوم به اعدام شد و در شهریور ۱۳۹۲ اعلام شد که حکم او با یک درجه تخفیف به حبس ابد تغییر یافته‌است.

ملک‌پور در ۲۹ تیر ۱۳۹۸ در حالی که بعد از ۱۱ سال زندان برای نخستین بار با وثیقه یک و نیم میلیارد تومانی به مرخصی آمده بود، به کانادا گریخت.

## سوابق تحصیلی و شغلی
ملک‌پور مدرک کارشناسی متالورژی از دانشگاه صنعتی شریف دارد. او سابقه کار در شرکت ایران خودرو و مرکز تحقیقات رازی را داشته و مدتی نیز بازرس شرکت گرما فلز بوده‌است. او در سال ۱۳۸۴ به کانادا مهاجرت نمود و در سال ۱۳۸۷ برای ادامه تحصیل از دانشگاه ویکتوریا پذیرش گرفت، ولی قبل از شروع تحصیل برای ملاقات با پدر بیمارش به ایران بازگشت.

## زندان و حکم اعدام
او در مهر۱۳۸۷ در تهران دستگیر و به مدیریت سایت‌های پورنوگرافی فارسی‌زبان متهم شد. مقامات قضایی ایران او را از متهمان پرونده موسوم به «مضلین ۲» مربوط به جرائم رایانه‌ای خواندند که برای برخورد با سایت‌های «مستهجن» به راه افتاده بود.
فعالیت تبلیغی علیه نظام از طریق طراحی سایت‌های مستهجن، توهین به مقدسات، توهین به رهبری، توهین به رئیس‌جمهور، ارتباط با گروه‌های معاند نظام و فساد فی الارض از جمله اتهاماتی بود که برای سعید ملک‌پور در نظر گرفته شد و در شعبه ۲۸ دادگاه انقلاب اسلامی بابت آن حکم اعدام و هفت سال و نیم حبس صادر شد. محمود علیزاده طباطبایی وکالت او را بر عهده داشت و در شعبه ۲۸ دادگاه انقلاب اسلامی توسط قاضی مقیسه‌ای محاکمه و به اعدام محکوم شد. این حکم جهت تأیید به دیوان عالی کشور ارسال گردید. حکم اعدام سعید ملک‌پور در دی ۱۳۹۰ در دیوان عالی کشور تأیید شد. و در ۲۷ بهمن ۱۳۹۰ برای اجرای احکام ارسال شد.
ملک‌پور مدعی بود در صورت بررسی پرونده توسط کارشناس کامپیوتر و اینترنت می‌تواند بی‌گناهی خود را ثابت کند. او بر این عقیده بود که طبق عرف برنامه‌نویسی، اسم و مشخصات کامل خود را در فایل این برنامه نوشته شده وارد کرده و این برنامه بدون اطلاعش در یک سایت مستهجن استفاده شده‌است و چون تنها او اسم حقیقی‌اش قابل شناسایی بوده به اتهام راه‌اندازی و مدیریت سایت دستگیر شده‌است.

## اعترافات
سعید ملک‌پور در اعترافات تلویزیونی خود که از طریق سایت گرداب و خبرگزاری فارس نیز منتشر شد ادعا کرد در کانادا و با حمایت یک شرکت آمریکایی اقدام به تأسیس وبگاه‌های آویزون، ایران سکس و ایکس‌پرشیا نموده‌است. دراین مستند رضا کیان منش راد، بازپرس پرونده تأیید کرد که دستور بازداشت سعید ملک‌پور و دیگر متهمان این پرونده از سوی او و همکارانش صادر شده‌است.

## نامه از درون زندان
در اسفند ۱۳۸۸ نامه‌ای از ملک‌پور منتشر شد. او در این نامه شرح داده که بدون مشاهدهٔ حکم و کارت شناسایی در میدان ونک به‌زور بازداشت شده‌است و بعد از آن بلافاصله مورد شکنجه و آزار جسمی قرار گرفته‌است و همچنین در همان روز اول وادار شده که اوراقی را بدون خواندن امضا کند.
او می‌گوید از زمان بازداشت به مدت ۳۲۰ روز در حبس انفرادی، بدون ملاقات و بدون دسترسی به کتاب و روزنامه به سر برده و تنها یک مهر و یک بطری آب در اختیار داشته‌است و در تمام این مدت زیر فشار و شکنجه بوده‌است. پدر او در آخرین روزهای اسفند ۸۷ فوت کرد ولی حدود ۴۰ روز بعد در یک تماس تلفنی ۵ دقیقه‌ای از این امر مطلع شد و بازجو پس از مشاهده ضجه و زاری او در پای تلفن به مسخره کردن او می‌پردازد و قهقهه سر می‌دهد.
او همچنین مدعی است حساب‌های کارت اعتباری و پی‌پال او مورد سوءاستفاده قرار گرفته‌اند و نیز بازجویان با فشار و نیز طرح این مسئله که فیلم‌های مصاحبه برای دریافت بودجه پروژه گرداب است و وعده آزادی با وثیقه او را راضی به اعتراف تلویزیونی کرده‌اند و پخش این اعترافات بدون پوشش صورت و در فاصله روز سوم تا هفتم درگذشت پدرش ضربه سختی به خانواده او وارد آورده‌است.
او می‌گوید وقتی از من خواستند که در مقابل دوربین از خریداری یک نرم‌افزار از انگلستان و قرار دادن آن روی وب‌سایت خودم صحبت کنم و بگویم در صورت بازدید اشخاص از این سایت، این نرم‌افزار بدون آگاهی وی بر روی کامپیوتر او نصب شده و پس از آن کنترل وب کم کامپیوترش حتی زمانی که کامپیوتر خاموش است به دست من می‌افتد و به این ترتیب من از طریق اینترنت از اتاق خواب افراد فیلم تهیه می‌کردم. با این که من به بازجوها گفتم، چنین چیزی از نظر فنی امکان‌پذیر نیست، آنها پاسخ دادند کاری به این کارها نداشته باش.

## واکنش‌ها
- سخنگوی وزارت خارجه کانادا در این مورد گفت «کانادا عمیقاً نگران ادامه نقض فاحش حقوق شهروندانی ایرانی و کسانی که تابعیت دوگانه دارند، توسط مسئولین ایرانی است.» کانادا ضمن ابراز نگرانی در مورد حکم اعدام او به دلیل آنکه وی هنوز شهروند کانادا نشده بود، از دخالت مستقیم در این مورد خودداری می‌کند.[۱۲]
- سازمان عفو بین‌الملل خواستار توقف اجرای حکم اعدام سعید ملک پور شد.[۱۳]
- صدها تن از دانش‌آموختگان دانشگاه صنعتی شریف در نامه‌ای اعتراض خود را به حکم اعدام سعید ملک‌پور، فارغ‌التحصیل این دانشگاه اعلام کرده‌اند.[۱۴]
- گزارشگران بدون مرز، فدراسیون بین‌المللی جامعه‌های حقوق بشر و جامعه دفاع از حقوق بشر ایران، در بیانیه ای مشترک خواهان لغو حکم اعدام سعید ملک‌پور، مهدی علیزاده، وحید اصغری و احمدرضا هاشم‌پور چهار وب‌نگار در ایران شدند.[۱۵] وزیر امور خارجه دولت فدرال (کانادا) از مقامات ایران خواسته‌است تا حکم اعدام این جوان ایرانی مقیم کانادا را لغو کند. وزیر امور خارجه کانادا در بیانیه‌ای که به همین منظور منتشر کرد، نسبت به انتشار گزارش‌هایی مبنی بر احتمال اعدام قریب‌الوقوع این جوان ایرانی مقیم کانادا ابراز نگرانی عمیق کرده‌است.
- جان برد، وزیر امور خارجه دولت محافظه کار کانادا در این بیانیه نوشته‌است «ما از دولت ایران می‌خواهیم تا این حکم را به دلایل بشردوستانه لغو کند. زمانی که افراد از برگزاری یک دادگاه عادلانه و بر اساس حقوق بشر بین‌الملل محروم می‌شوند، کانادا عمیقاً نگران می‌شود». کانادا بار دیگر از ایران خواسته‌است تا با لغو این حکم، به تعهدات بین‌المللی خود در زمینه حقوق بشر پایبند بماند. بیست و پنج سناتور کانادایی روز ۱۸ بهمن ۱۳۹۰ خواستار آزادی فوری ۲۵ زندانی سیاسی از زندان‌های ایران شده بودند و نام سعید ملک‌پور نیز جزء این اسامی بود.[۱۶]
- پنجاه و یک نفر از همبندی‌های سابق سعید ملک‌پور، در نامه‌ای اعلام کردند که اتهامات وارد به او «در خور شخصیت او نیست و اعترافات او زیر شکنجه گرفته شده‌است.» آنها گفته‌اند «سعید بارها و بارها در نزد ما گفته‌است که اعترافات او زیر شکنجه و فشارهای روحی و روانی و انفرادی‌های طولانی بوده و آثار شکنجه هنوز بر بدن او باقی است.»[۱۷]

## مرخصی و خروج از کشور
سعید ملک‌پور ۲۹ تیر۱۳۹۸ پس از ۱۱ سال با قید وثیقهٔ یک و نیم میلیارد تومانی برای نخستین بار به مرخصی آمد. و چند روز پس از آن، خواهرش مریم با انتشار توییتی از ورود برادرش به کانادا خبر داد.

غلامحسین اسماعیلی سخنگوی قوه قضاییه درگفتگو با تلویزیون دولتی ایران مدعی شد که سعید ملک‌پور، ممنوع‌الخروج بوده و از «مبادی غیررسمی» از کشور خارج شده‌است.